# کلی جانسون (مهندس)
کلی جانسون (انگلیسی: Kelly Johnson; ۲۷ فوریهٔ ۱۹۱۰ – ۲۱ دسامبر ۱۹۹۰) مهندس اهل ایالات متحده آمریکا بود.
وی همچنین برندهٔ جوایزی همچون نشان ملی علوم، نشان افتخار آزادی رئیس‌جمهوری، و مدال ملی فناوری و نوآوری شده‌است.